# Бежен
Бежен (фр. Beugin) насеље је и општина у североисточној Француској у региону Север-Па д Кале, у департману Па де Кале која припада префектури Béthune.
По подацима из 2011. године у општини је живело 449 становника, а густина насељености је износила 88,74 становника/km². Општина се простире на површини од 5,06 km². Налази се на средњој надморској висини од 72 метара (максималној 147 m, а минималној 55 m).

## Демографија
| 1962. | 1968. | 1975. | 1982. | 1990. | 1999. | 2011. |
| ----- | ----- | ----- | ----- | ----- | ----- | ----- |
| 385   | 403   | 376   | 416   | 407   | 413   | 449   |

График промене броја становника у току последњих година